# Fevers and Mirrors
Fevers and Mirrors est le troisième album du groupe Bright Eyes, enregistré en 1999 et sorti le 29 mai 2000. C'est la 32e publication du label Saddle Creek Records, basé à Omaha, dans le Nebraska. L'album est au Royaume-Uni comme sur le label Wichita Recordings. 
L'album commence par l'enregistrement d'un petit garçon lisant Mitchell Is Moving, un livre de Marjorie Weinman Sharmat (en). An Attempt to Tip the Scales comporte une fausse interview de  Conor Oberst, qui a affirmé que l’interview était plutôt une blague, destinée à se moquer du ton sombre de l’album. La voix de Conor Oberst est imitée dans l'interview de Todd Fink de The Faint. L’intervieweur est Matt Silcock, un ancien membre deLullaby for the Working Class.
Le magazine de musique en ligne Pitchfork a classé Fevers and Mirrors au numéro 170 sur sa liste des 200 meilleurs albums des années 2000. malgré un score initial faible de 5,4 / 10. En 2012, Ian Cohen, du même magazine, lui a attribué 9 sur 10.  

## Pistes
| 1.    | A Spindle, a Darkness, a Fever, and a Necklace    | 6:28 |
| 2.    | A Scale, a Mirror and Those Indifferent Clocks    | 2:44 |
| 3.    | The Calendar Hung Itself...                       | 3:55 |
| 4.    | Something Vague                                   | 3:33 |
| 5.    | The Movement of a Hand                            | 4:02 |
| 6.    | Arienette                                         | 3:45 |
| 7.    | When the Curious Girl Realizes She Is Under Glass | 2:40 |
| 8.    | Haligh, Haligh, a Lie, Haligh                     | 4:43 |
| 9.    | The Center of the World                           | 4:43 |
| 10.   | Sunrise, Sunset                                   | 4:32 |
| 11.   | An Attempt to Tip the Scales                      | 8:29 |
| 12.   | A Song to Pass the Time                           | 5:30 |
| 55:10 |                                                   |      |

| 1.  | A Spindle, a Darkness, a Fever, and a Necklace    | 6:28 |
| 2.  | A Scale, a Mirror, and Those Indifferent Clocks   | 2:44 |
| 3.  | The Calendar Hung Itself...                       | 3:55 |
| 4.  | Something Vague                                   | 3:33 |
| 5.  | The Joy in Discovery                              | 2:44 |
| 6.  | The Movement of a Hand                            | 4:02 |
| 7.  | Arienette                                         | 3:45 |
| 8.  | When the Curious Girl Realizes She Is Under Glass | 2:40 |
| 9.  | Jetsabel Removes the Undesirables                 | 6:09 |
| 10. | Haligh, Haligh, a Lie, Haligh                     | 4:43 |
| 11. | The Center of the World                           | 4:43 |
| 12. | Sunrise, Sunset                                   | 4:32 |
| 13. | An Attempt to Tip the Scales                      | 8:29 |
| 14. | A Song to Pass the Time                           | 5:30 |

## Personnel
- Conor Oberst - voix, guitare (1, 4, 6, 8, 10, 11), échantillon (1), orgue (2), Rhodes (5), claviers (5, 12), piano (6, 7), trémolo guitare (9), percussions (11), piano jouet (12)
- Mike Mogis - guitare électrique (4, 9), pedal steel guitar (6, 8), vibraphone (1, 8), tambourin (6, 8), glockenspiel (1), piano (1), pedal steel guitar Ebow (2), électroniques (2, 9), drum drum (3), guiro (3), lap dulcimer (4), dulcimer martelé (5), ambiance (7), intro pour guitare acoustique (9), orgue (9), mandoline (10), claviers (10), échantillons (11), percussions (11)
- Todd Baechle - claviers (3)
- Tim Kasher - accordéon (1, 4, 6)
- Joe Knapp - batterie (2, 4, 6, 8, 9, 10), percussions (3), voix (8)
- Jiha Lee - flûte (2, 4, 10), voix (5)
- Andy LeMaster - guitare (3), percussions (3, 6, 11), mellotron (5, 6), basse (2, 5, 10), guitare électrique (9), voix (9, 10, 11), claviers (11)
- Matt Maginn - basse (3, 4, 6, 8, 9)
- AJ Mogis - piano (2), Rhodes (9)
- Clint Schnase - batterie (2, 5)